# Mathieuova funkce
Mathieuovy funkce jsou speciální matematické funkce, které řeší Mathieuovu diferenciální rovnici, jejíž kanonický tvar je
d²y/dz² + (a - 2q cos2z) y = 0.    (1)
Mathieuova diferenciální rovnice vzniká při řešení úloh matematické fyziky v souřadnicích eliptického válce. Proměnná z má význam zobecněné úhlové proměnné. Má-li být řešení jednoznačné, musí být periodickou funkcí proměnné z. To vede na předpoklad, že řešení má tvar
{\displaystyle y=A_{0}+\sum _{r=1}^{\infty }(A_{r}\cos rz+B_{r}\sin rz)\,.}    (2)
Při dané hodnotě q (která obvykle plyne z fyzikální podstaty řešené úlohy) nevyhoví požadavku periodicity libovolné hodnoty parametru a, ale jen tzv. vlastní hodnoty.

## Výpočet

### Výpočet koeficientůAr, Br
Dosazením rovnice (2) do rovnice (1) a porovnáním stejných argumentů funkcí sinus a kosinus se získají čtyři rekurentní vztahy pro neznámé hodnoty Ar, Br:
a A0(2n) - q A2(2n) = 0 
(a - 4) A2(2n) - q (A4(2n) + 2A0(2n)) = 0
(a - 4r2) A2r(2n) - q (A2r+2(2n) + A2r-2(2n)) = 0 pro r>=2 (3.1)
pro koeficienty v kosinové řadě se sudými harmonickými,
(a-1-q) A1(2n+1) - q A3(2n+1) = 0
(a-(2r+1)2) A2r+1(2n+1) - q (A2r+3(2n+1) + A2r-1(2n+1)) = 0 pro r>=1 (3.2)
pro kosinovou řadu s lichými harmonickými,
(a-1+q) B1(2n+1) - q B3(2n+1) = 0
(a-(2r+1)2) B2r+1(2n+1) - q (B2r+3(2n+1) + B2r-1(2n+1)) = 0 pro r>=1 (3.3)
pro sinovou řadu s lichými harmonickými, a
(a - 4) B2(2n+2) - q B4(2n+2) = 0

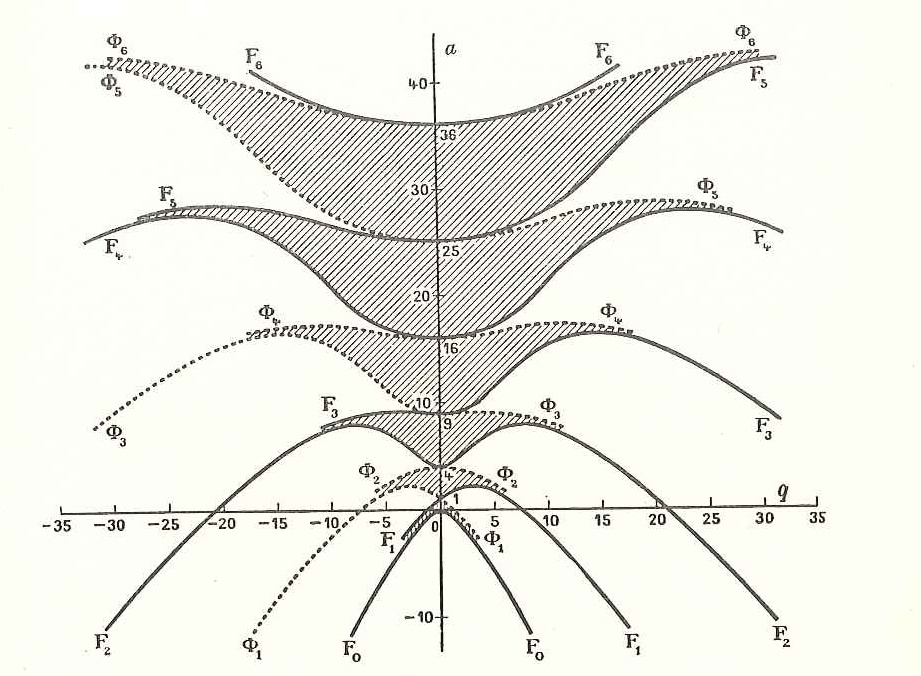
Vlastní čísla a jako funkce parametru q

(a - 4r2) B2r(2n+2) - q (B2r+2(2n+2) - B2r-2(2n+2)) = 0 pro r>=2 (3.4)
pro sinovou řadu se sudými harmonickými. Je tedy možno rekurentně vypočítat hodnoty Ar, Br v rovnici (2) za předpokladu, že se podaří zjistit vlastní hodnoty a.

### Výpočet vlastních hodnota
Výpočet těchto vlastních hodnot vychází z toho, že rovnice (3) představují soustavy homogenních lineárních rovnic; má-li mít soustava nenulové řešení, musí být determinant soustavy roven nule. Hodnoty a se tedy určí z podmínky, aby determinanty soustav rovnic (3.1), (3.2), (3.3) a (3.4) byly rovny nule. Řešení rovnice (1) tedy má tvar lineární kombinace řad
ce2n (z,q) = {\displaystyle \sum _{r=0}^{\infty }}A2r(2n) cos 2rz (4)
a analogicky pro kosinovou řadu s lichými harmonickými složkami ce2n+1 a pro sinové řady s lichými a sudými harmonickými složkami se2n+1 a se2n+2. Funkce definované řadami ce2n, ce2n+1, se2n+1, se2n+2 se označují jako periodické Mathieuovy funkce nebo krátce jen Mathieuovy funkce. Spodní index Mathieuovy funkce (resp. horní index koeficientů Ar, Br) odpovídá pořadí vypočtené vlastní hodnoty a.

### Normování koeficientůAr, Br
Rekurentní vztahy (3) určují koeficienty Ar, Br jednoznačně až na libovolně volitelnou multiplikativní konstantu. V evropské literatuře se zpravidla tyto koeficienty normují tak, aby platilo
2(A0(2n))2 + (A2(2n))2 + (A4(2n))2 + ............+ (A2r(2n))2............= 1 (5.1)
(A1(2n+1))2 + (A3(2n+1))2 + ........................ + (A2r+1(2n+1))2......= 1 (5.2)
(B1(2n+1))2 + (B3(2n+1))2 + ........................ + (B2r+1(2n+1))2..... = 1 (5.3)
(B2(2n+2))2 + (B4(2n+2))2 +......................... + (B2r+2(2n+2))2..... = 1. (5.4)
Při tomto normování je integrál kvadrátu Mathieuových funkcí v mezích od 0 do 2π roven π (obdobně jako integrál kvadrátu funkcí sinus, kosinus).

## Související funkce

### Modifikované Mathieuovy funkce
Dosazením iz místo z do rovnice (1) vznikne modifikovaná Mathieuova rovnice
d2y/dz2 - (a-2q cosh2z)y = 0. (6)
Pro vlastní hodnoty a, vypočtené výše popsaným postupem, se definují modifikované Mathieuovy funkce jako
Cem (z,q) = cem (iz,q) (7.1)
Sem (z,q) = -i sem (iz,q) (7.2)
Modifikované Mathieuovy funkce lze vyjádřit pomocí rozvojů analogických (4), kde však místo funkcí sin, cos vystupují funkce sinh, cosh.

### Jiné tvary Mathieuovy rovnice a Mathieuových funkcí
Mathieuovy funkce nejsou standardizovány do té míry jako např. Besselovy funkce. Sama Mathieuova rovnice se uvádí v různých tvarech; zejména v americké literatuře se často vyskytuje tvar typu 
d2 f2/dv2 + (b - (ck)2cos2 v)f2 = 0, (8)
který vznikne z rovnice (1) substitucí a = b - (ck)2/2, 4q = (ck)2 . Zde c má v souřadnicích eliptického válce význam poloviny vzdálenosti ohnisek souřadnicových elips, k je materiálová konstanta (v úlohách elektromagnetického pole se označuje jako vlnové číslo), proměnná v je zobecněný úhel a f2 je hledaná úhlová funkce, tedy některá z Mathieuových funkcí, které se nyní označují Se2n, Se2n+1 pro kosinové řady a So2n+1, So2n+2 pro sinové řady (označení je mnemotechnické podle anglických slov even a odd). Rovněž normování může být odlišné od rovnic (5): v americké literatuře se koeficienty v sinových a kosinových rozvojích často normují tak, aby hodnota funkcí Se2n, Se2n+1 a hodnota derivací funkcí So2n+1, So2n+2 byly pro v=0 rovny jedné (jde opět o analogii s funkcemi cos a sin, která je však jiná než podle rovnic (5)). Součty řad na levých stranách rovnic (5) při tomto způsobu normování nejsou rovny jedné, ale vycházejí jako obecné číslo, označované Nem pro kosinové řady a Nom pro sinové řady. Modifikovaná Mathieuova rovnice má tvar
d2f1/du2 + ((ck)2cosh2u - b)f1 = 0, (9)
kde u je zobecněná vzdálenost definovaná vztahem cosh u = (r1+r2)/2c, kde r1, r2 jsou vzdálenosti od ohnisek souřadnicových elips. Hledaná funkce f1 je radiální funkce; má tvar některé z modifikovaných Mathieuových funkcí prvého druhu, které se při tomto způsobu zápisu vyjadřují jako řady Besselových funkcí (Besselovy funkce prvního druhu) a označují se Re12n, Re12n+1, Ro12n+1, Ro12n+2. Kromě toho existuje lineárně nezávislé řešení rovnice (9), které je tvořeno řadami Neumannových funkcí (Besselovy funkce druhého druhu) Re2, Ro2, případně jejich lineární kombinace, modifikované Mathieuovy funkce třetího druhu, tvořené řadami Hankelových funkcí (Besselovy funkce třetího druhu) Re3, Ro3. Zejména modifikované Mathieuovy funkce třetího druhu mají význam v úlohách elektromagnetického pole, v nichž je předepsáno "rozumné" chování pole při limitním přechodu do nekonečna.

## Příklad použití - výpočet deformace elektromagnetického pole na eliptickém válci
Výpočet vychází z rozkladu exponenciální funkce komplexního argumentu do řady Mathieuových funkcí:
exp (ikx) = (8π)1/2 {\displaystyle \sum _{m=0}^{\infty }} im((Re1m (ck, u) Sem (ck, v) Sem (ck, β)) / Nem(ck) + (Ro1m (ck, u) Som (ck, v) Som (ck, β)) / Nom(ck)), (10)
kde i je imaginární jednotka, rovinná vlna se šíří ve směru x a β je úhel, který svírá delší poloosa eliptického válce se směrem šíření elektromagnetické vlny.

### Výpočet pro dokonale vodivý eliptický válec
Předpokládejme, že na vodivý eliptický válec dopadá rovinná elektromagnetická vlna; šíří se ve směru souřadnicové osy x (tedy její amplituda a fáze je popsána funkcí exp(ikx)), vlna má tzv. E-polarizaci, tj. v souřadnicích eliptického válce je elektrický vektor orientován ve směru osy z (osa válce) a magnetický vektor je na něj kolmý, tedy má směr osy y. Povrch eliptického válce v souřadnicích eliptického válce je tvořen plochou o souřadnici u=u0. Z fyzikálních důvodů musí odražené pole při limitním přechodu do nekonečna zanikat exponenciálně a bude proto složeno ze členů tvaru pRe3m a qRo3m. Neznámé koeficienty p, q určíme z podmínky, že na povrchu dokonalého vodiče (tj. při u=u0) musí elektrické pole zaniknout. Odražená elektromagnetická vlna tedy bude vyjádřena analogickou řadou podle rovnice (10), kde však místo Re1m(ck,u) bude -Re1m(ck,u0)Re3m(ck,u)/Re3m(ck,u0) a místo Ro1m(ck,u) bude -Ro1m(ck,u0)Ro3m(ck,u)/Ro3m(ck,u0).

### Výpočet pro eliptický válec s konečnou vodivostí
V tomto případě je výpočet podstatně složitější. Na povrchu eliptického válce musí být zajištěna spojitost tečné složky elektrického i magnetického pole. Pro jednoduchost zápisu předpokládejme, že delší poloosa válce je orientována ve směru x, tj. ve směru šíření primárního pole, tj. β=0 (zobecnění na libovolný úhel β je myšlenkově triviální, ale zdvojnásobuje délku zápisu). Vlnové číslo uvnitř válce je k2 a vně válce k1. Předpokládáme, že eliptický válec se liší od svého okolí jen vodivostí, tečná složka magnetického pole je tedy úměrná derivaci elektrického pole ve směru proměnné u. Procházející pole musí být na ose válce konečné a bude tedy popsáno funkcemi tvaru Re1m(ck2,u)Sem(ck2,v)/Nem(ck2), zatímco odražené pole musí exponenciálně zanikat při limitním přechodu do nekonečna a bude tedy popsáno funkcemi tvaru Re3m(ck1,u)Sem(ck1,v)/Nem(ck1). Principielní potíž spočívá v tom, že hodnota vlnového čísla k vstupuje nejen do radiálních funkcí Re1m, Re3m, ale i do angulárních funkcí Sem. Není proto možno splnit hraniční podmínky zvlášť pro každou m-tou vlnu v rozvoji (10), ale je třeba volit neznámé koeficienty v rozvojích procházejícího a odraženého pole tak, aby hraniční podmínky byly splněny současně pro všechny sudé harmonické složky v rovnici (4) (a stejně pro liché harmonické složky, případně pro liché i sudé složky v řadě sinů). Pro kosinovou řadu se sudými harmonickými tedy máme dvě soustavy rovnic pro dva hledané vektory neznámých koeficientů - jeden pro pole procházející tm a druhý pro pole odražené sm:
(Re10(ck1,u0)(A0(0)+A2(0)cos2v+ A4(0)cos4v+...) +s0 Re30(ck1,u0)(A0(0)+A2(0)cos2v+A4(0)cos4v+...)) /Ne0(ck1) = t0Re10(ck2,u0)(A0(0)+A2(0)cos2v+A4(0)cos4v+...) /Ne0(ck2)
(Re12(ck1,u0)(A0(2)+A2(2)cos2v+A4(2)cos4v+...) +s2 Re32(ck1,u0)(A0(2)+A2(2)cos2v+A4(2)cos4v+...)) /Ne2(ck1) = t2Re12(ck2,u0)(A0(2)+A2(2)cos2v+A4(2)cos4v+...) /Ne2(ck2)
(Re14(ck1,u0)(A0(4)+A2(4)cos2v+A4(4)cos4v+...) +s4 Re34(ck1,u0)(A0(4)+A2(4)cos2v+A4(4)cos4v+...)) /Ne4(ck1) = t4Re14(ck2,u0)(A0(4)+A2(4)cos2v+A4(4)cos4v+...) /Ne4(ck2) (11)
........................
(spojitost tečné složky elektrického pole na povrchu eliptického válce), a
d/du(Re10(ck1,u)(A0(0)+A2(0)cos2v+A4(0)cos4v+...) +s0 Re30(ck1,u)(A0(0)+A2(0)cos2v+A4(0)cos4v+...)) /Ne0(ck1) =
t0 d/du (Re10(ck2,u)(A0(0)+A2(0)cos2v+A4(0)cos4v+...)/Ne0(ck2) pro u=u0 (12)
.............................
(spojitost tečné složky magnetického pole na povrchu eliptického válce).
V těchto rovnicích jsou hodnoty koeficientů A2r(2n) na levé straně počítány pro vlnové číslo k1 a na pravé straně pro vlnové číslo k2. Je zřejmé, že hodnota vlnového čísla vstupuje do angulárních funkcí pouze prostřednictvím koeficientů A2r(2n); je tedy možno přerovnat rovnice (11), (12) podle stejných harmonických složek a z nich vypočítat (podle požadované přesnosti) současně libovolný počet koeficientů s, t. Stejné dvě soustavy rovnic lze sestavit pro kosinovou řadu s lichými harmonickými, a eventuálně (v případě obecného úhlu β) pro sinové řady s lichými i sudými harmonickými složkami.